# Luis Hernández Solís
Luis Hernández Solís (isla de Margarita) fue un político venezolano. Fue ministro de Fomento durante el segundo gobierno de Rómulo Betancourt y ministro de Trabajo en el gobierno de Raúl Leoni.

## Biografía
Nació en la isla de Margarita. Fue detenido por su participación en la huelga general contra el gobierno de Eleazar López Contreras hasta que la Corte Superior de Justicia lo absolvió en 1936. El 3 de febrero de 1937 el gobernador del Distrito Federal ordenó su detención y las de varios líderes políticos. A raíz de esto, la Federación de Estudiantes de Venezuela convocó a una huelga estudiantil nacional.
En marzo de 1937, fue trasladado del Cuartel de Palo Grande a embarcarse en el vapor “Flandre”, expulsado del país. Se radicó en la Ciudad de México, donde trabajó como linotipista, y después fue dueño de una pequeña imprenta. Cursó estudios profesionales en la Universidad Nacional de México, donde se recibió de abogado en 1943, título que revalidó en la Universidad Central de Venezuela al regresar del exilio en 1944.[cita requerida] Ese mismo año fue electo diputado al Congreso Nacional, en donde estuvo actuando hasta el 18 de octubre de 1945, cuando fueron clausuradas las cámaras legislativas al producirse el golpe contra el gobierno de Isaías Medina Angarita.
Fue parte del partido Unión Republicana Democrática (URD). En 2001 fue dictada contra los integrantes de la Junta Directiva del Banco de Inversión, entre esos, Luis Hernández Solís, una medida cautelar sustitutiva de prohibición de salida del país y prohibición de enajenar y gravar bienes, pero la Sala 4 de la Corte de Apelaciones del Circuito Judicial Penal del Área Metropolitana de Caracas anuló las medidas finalmente.[fuente independiente requerida]